# Освіта в Кременчуці

Структура управління освіти виконкому Кременчуцької міської ради

У Кременчуці працює 11 ВНЗ, 57 дитячих дошкільних закладів, 36 загальноосвітніх шкіл (з них 4 — приватних), 2 вечірні, 6 закладів позашкільної освіти, 8 ПТУ. На початок 2012 року в міських школах навчається 18 тисяч учнів, дитсадки відвідує 8 тисяч кременчуцьких малюків.

## Дошкільні навчальні заклади
Перелік дошкільних навчальних закладів м. Кременчук на травень 2011 року
№ 2, № 3, № 4, № 10, № 11, № 12, № 13, № 14, № 18, № 19, № 21, № 23, № 24, № 25, № 26, № 28, № 29, № 32, № 33, № 34, № 35, № 36, № 41, № 46, № 48, № 50, № 55, № 57, № 58, № 59, № 60, № 61, № 62, № 63, № 64, № 65, № 66, № 67, № 68, № 70, № 73, № 74, № 77, № 78, № 79, № 80, № 82.

## Школи
У 2019-2020 навчальному році у Кременчуці працювало 10 ліцеїв, 5 гімназій, 2 навчально-виховні комплекси (КНВК) та 13 загальноосвітніх шкіл.
У цей час у Кременчуці близько 30 шкіл. У школах міста навчається приблизно 29,5 тис. учнів, працює 1,9 тис. педагогічних працівників. Всі школи Кременчука надають необхідні знання, відповідно програми міністерства освіти. Серед шкіл міста є ліцеї, гімназії і колегіуми, що спеціалізуються на поглибленому вивченні окремих предметів. Наприклад, учні 4-го ліцею поглиблено вивчають математику, 5-ї гімназії — українська мова, 10-ї школи — іноземні мови, 25-го колегіуму — право, 30-го ліцею — інформаційні технології. Окрім цього в місті існуювали приватні школи, в яких основний нахил робився на естетичне виховання.
Перелік державних шкіл міста та Кременчуцької територіальної громади:
- Загальноосвітні школи: № 13 № 14
- Початкові школи: №15
- Гімназії: № 1,№2, № 3, № 7, № 8, № 9, № 12,№14(Малокохнівська), № 16, № 18, № 19, № 20, №21 № 22, № 23, № 24, № 26, № 27, № 28, № 29, № 31, №32, №33(Потоківська)
- Ліцеї: № 4, № 5, № 6, № 10, № 11, №13, № 17, № 25, № 30.
- Полтавська обласна спеціалізована школа-інтернат II-ІІІ ступенів з поглибленим вивченням окремих предметів та курсів при Кременчуцькому педагогічному коледжі імені А. С. Макаренка (Ліцей «Політ»).
- Школа-інтернат для дітей-сиріт ім. А. С. Макаренка.
- Кременчуцький обласний військовий ліцей з поглибленою фізичною підготовкою.p

Приватні школи: «Ада»(закрита у 2012), «Надія України» (закрита наприкінці 2007), «Логос», «Хабад-ор Авнер» (викладали іврит, закриті).

## Позашкільні заклади освіти та дозвілля (гуртки, дитячі школи)
За даними Всеукраїнського перепису населення 2001 року в м. Кременчуці на 234 тисячі чоловік населення налічується більше 76 тисяч молодих людей у віці від 14 до 35 років.
В Кременчуці зареєстровано 49 молодіжних громадських організацій і 13 дитячих громадських організацій. Діють Комітет молодіжних організацій та Молодіжний Парламент Кременчука, якому надано статус дорадчого органу міської ради. За підтримки виконкому міської ради надано приміщення для роботи Молодіжного Парламенту і Комітету молодіжних організацій. В міському бюджеті з 2000 р. передбачаються кошти на фінансову підтримку діяльності Молодіжного Парламенту та Кременчуцького міського комітету молодіжних організацій, з 2004 року місто також підтримує діяльність громадської організації «Порятунок». Рік від року сума передбачених бюджетом коштів фінансової підтримки громадських організацій збільшується.
Протягом останніх десятиліть в м. Кременчуці склалася розгалужена система закладів освіти, значне місце серед яких належить позашкільним закладам. Крім традиційно існуючих в багатьох містах Полтавщини будинків дитячої творчості, дитячих спортивних шкіл, станцій юних техніків, Кременчук може пишатися діяльністю клубу юних моряків «Гардемарин» — єдиного на Полтавщині. 
- Дитяча музична школа № 1 імені Миколи Лисенка
- Кременчуцька дитяча музична школа № 2
- Кременчуцька дитяча музична школа № 3 ім. М. М. Калачевського
- Кременчуцька дитяча художня школа
- Будинок дитячої та юнацької творчості
- Кременчуцький клуб юних моряків «Гардемарин»
- Кременчуцький міжрайонний навчально-курсовий комбінат

Станом на 1 січня 2009 року в місті діють дитячо-юнацькі спортивні заклади
- Комунальні заклади фізичної культури і спорту
  - ДЮСШ № 1 Крюківського району
  - ДЮСШ № 2 Автозаводського району
  - СДЮШОР з боксу
  - ДЮКСШ «Фаворит»
  - СДЮСШ з боротьби дзюдо
  - КДЮСШ «Авангард»
  - філія СДЮШОР з боксу
- 2 відомчі заклади фізичної культури і спорту:
  - КДЮСШ № 1 фізкультурно-спортивного товариства «Спартак»
  - ДЮСШ № 1 фізкультурно-спортивного товариства «Україна»
- ДЮСШ «Вагонобудівник» ВАТ «Крюківський вагонзавод»
- 28 дитячо-юнацьких клубів за місцем проживання

Щороку, відповідно до затвердженої мережі, в Кременчуці працюють 29 пришкільних оздоровчих таборів з денним перебуванням при загальноосвітніх школах, 11 профільних таборів при позашкільних закладах. Працюють 5 заміських дитячих оздоровчих закладів , які прийняли майже 5 тис. юних кременчужан, а саме:
- «Сонячний» (АТ «Укртатнафта»)
- «Зоряний» (виконком міської ради)
- «Супутник» (виконком Автозаводської районної ради)
- «Енергетик» (ВАТ «Полтаваобленерго»)
- «Чайка» (ВАТ «Кредмаш»)
- «Ерудит» (Кременчуцький педколедж)

## Навчальні заклади І-ІІ ступенів (училища, технікуми)

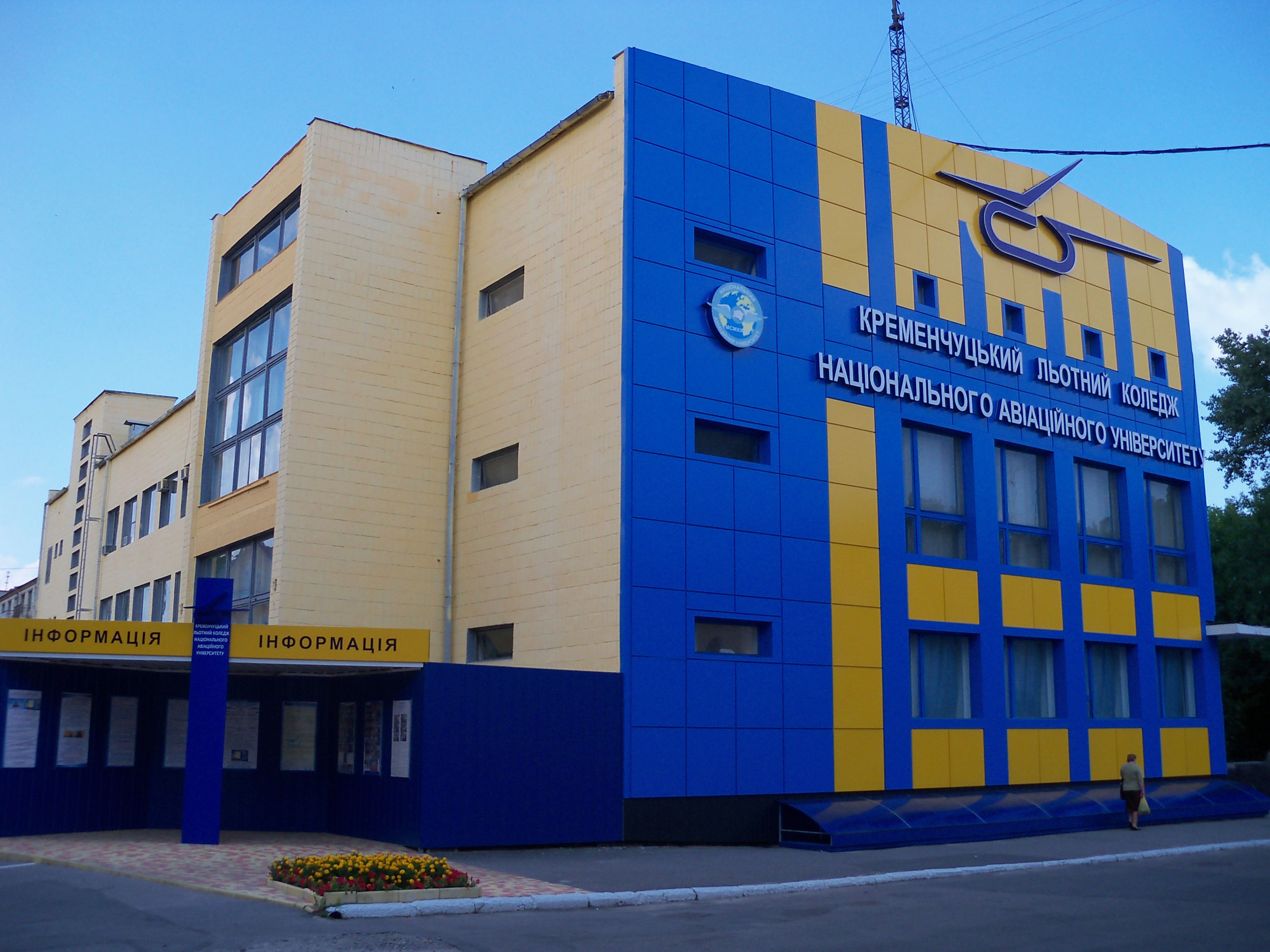
Кременчуцький льотний коледж

Спеціальну освіту в Кременчуці можна отримати в спеціалізованих училищах. Училища Кременчука дають можливість здобути найрізноманітнішу освіту — від слюсаря і сантехніка, до залізничника, пекаря, закрійника і навіть педагога і працівника медичної сфери. Найвідомішими серед них є: Кременчуцьке педагогічне училище ім. А. С. Макаренка, Кременчуцький медичний коледж, Кременчуцький льотний коледж НАУ, Вище професійне училище № 7.
Перелік навчальних закладів I—II ступенів:
- Кременчуцьке професійно-технічне училище (колишнє професійно-технічне училище № 1 м. Кременчука при виховній колонії управління Державного департаменту України з питань виконання покарань у Полтавській області [недоступне посилання з листопадаа 2019])
- Професійно-технічне училище № 2
- Професійно-технічне училище № 6
- Вище професійне училище № 7
- Професійно-технічне училище № 22
- Професійно-технічне училище № 26
- Кременчуцький професійний ліцей нафтопереробної промисловості
- Кременчуцький професійний ліцей сфери послуг
- Кременчуцький професійний ліцей ім. А. С. Макаренка
- Кременчуцьке педагогічне училище ім. А. С. Макаренка
- Кременчуцький медичний коледж
- Технікум залізничного транспорту
- Кременчуцький льотний коледж — структурна одиниця Національного авіаційного університету — єдиний в Україні навчальний заклад, що готує пілотів гелікоптерів
- Коледж кременчуцького національного університету імені Михайла Остроградського

## Навчальні заклади III—IV ступенів (ВНЗ)

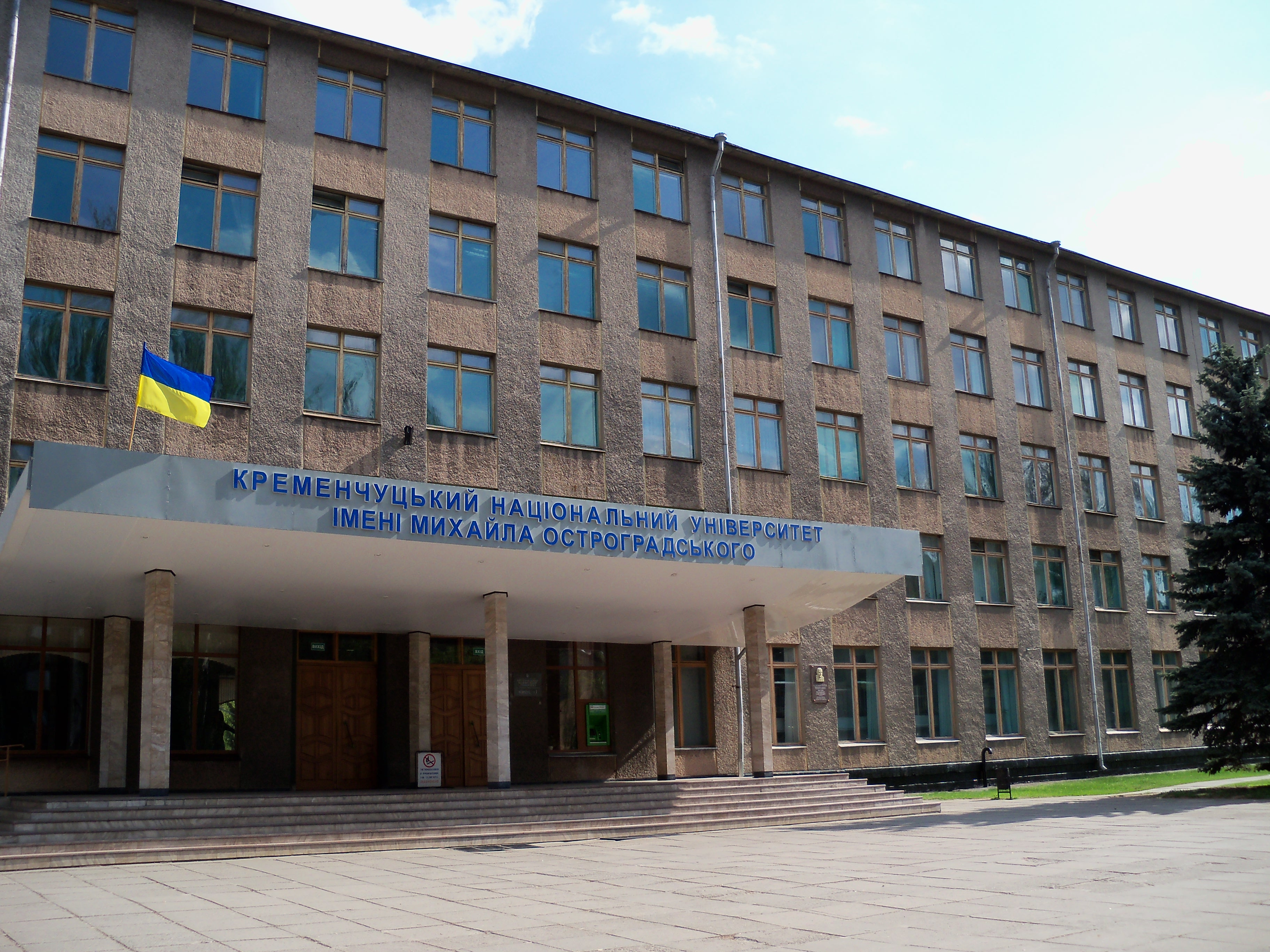
КНУ ім. Михайла Остроградського

- Кременчуцький національний університет ім. Михайла Остроградського — найбільший ВНЗ в місті та області. У структурі КНУ ім. Михайла Остроградського 31 кафедра та понад 30 допоміжних підрозділів. За денною і заочною формами навчання щорічно здобувають освіту близько 10 тисяч студентів.
- Кременчуцький інститут Дніпропетровського університету імені Альфреда Нобеля — філія Дніпропетровського університету імені Альфреда Нобеля
- Кременчуцький інститут економіки та нових технологій.

Окрім вищеназваних вузів Кременчука, в міста також розміщуються численні філії інших вищих навчальних закладів.

## Департамент освіти виконавчого комітету Кременчуцької міської ради Полтавської області
Освіта міста Кременчука з повоєнних часів до сьогодення мала більше 10 керівників (міських і районних).
Відомі нам з історії постаті керманичів освіти міста свідчать про неординарність їх особистостей.
Початок цього списку очолює Крилов Борис Феофанович, який губернським партійним комітетом призначений був завідувачем Кременчуцького губернського відділу народної освіти.
У період окупації Кременчука певним чином діяла освіта для населення, а осередки «Просвіти» пропагували українське слово. Крім того, пропагандисти розповсюджували антибільшовицьку ідеологію. Тому стає цілком зрозумілим, що керівництво освіти того часу не згадувалося у друкованих виданнях і вважалося зрадниками. Доля їх нам невідома.
 У кінці жовтня 1941 року був створений відділ народної освіти міста Кременчука та Кременчуцького району, який розпочав підготовку до навчання дітей. У перші ж дні своєї діяльності відділ народної освіти видав наказ про обов'язкове навчання в школі дітей віком від 7 до 14 років. І уже в листопаді 1941 року в Кременчуці було відкрито декілька шкіл, а на 1 грудня того ж року в місті та районі уже працювало 32 школи. 
Зусиллями завідувача районного відділу народної освіти Осипіва та заступника голови Міської Управи Бабія в Кременчуцькому районі наприкінці 1941 року було відкрито 4 сільськогосподарські школи.
У період окупації на посаді завідувача міського відділу народної освіти Міської Управи перебував Йосип Швидь.
Лише за неповних два роки з кінця 1943 по 1945 рік на посаді завідувача міського відділу народної освіти перебували, змінюючи один одного, 3 керівника: тов. Демиденко — в подальшому політінспектор міськвно, Немченко — звільнений як, такий, що не забезпечив керівництва міськвно” та Величко.
Друге післявоєнне десятиліття ознаменовано яскравою освітянською особистістю Манженка Івана Павловича (1905—1991). З 1958 по 1962 роки Манженко І. П. очолює міський відділ народної освіти. Заслужений учитель України, Відмінник народної освіти, нагороджений орденами: «Знак пошани», «Трудового Червоного Прапора», медалями: «За трудову звитягу», «Ветеран праці», «А. С. Макаренка», «За звитяжну працю у Великій Вітчизняній війні 1941—1945 рр.», ювілейна медаль «За звитяжну працю в честь 100 — річчя з дня народження В. І. Леніна».
Кременчуцькі освітяни пам’ятають внесок у розбудову освіти міста талановитого педагога, першого директора нової на той час школи № 10, завідувача міського відділу народної освіти Божка Георгія Антоновича. З 1962 року по 1964 рік очолює Кременчуцький міський відділ народної освіти. Держава гідно оцінила роботу Божка Г. А.: відмінник народної освіти УРСР, нагороджений орденом Червоної зірки, медалями: «За звитягу», «За перемогу над Німеччиною у Великій Вітчизняній війні 1941—1945 рр.», ювілейною медаллю «За звитяжну працю в честь 100 — річчя з дня народження В. І. Леніна» та іншими.
Кременчуцька освіта 2—3 післявоєнного десятиріччя відзначена постаттю фронтовика, педагога, вченого Масного Василя Дмитровича (1924—2006). У 1963 році із сім’єю переїхав до Кременчука, де працював завідувачем міського відділу народної освіти, а згодом директором середньої школи № 10.
Яскравою особистістю, мудрим керівником, який багато років керував, розбудовував післявоєнну освіту міста був Коротич Сергій Тарасович (1916-). На долю Коротича С. Т. випало будівництво шкіл, дитячих садочків. За його керівництва з травня 1965 року по 29 лютого 1980 року збудовано 15 шкіл, 18 дошкільних закладів, станцію юних техніків та юних натуралістів, дитячо-юнацьку спортивну школу, Будинок піонерів та школярів Величезною заслугою Коротича С. Т. було створення в місті школи-інтернату, яку було відкрито у 1956 році. За 4 роки інтернат став найкращим у країні. За це досягнення Голова Президії Верховної Ради України С. А. Ковпак вручив С. Т. Коротичу у 1960 році орден Леніна.
Кременчуцький дослідник О. І. Осташко наводить спогади колишнього вчителя середньої школи № 9: «Яскравою сторінкою в історії нашої школи був період 1947—1951 років, коли школу очолював шановний всіма учнями і вчителями, бадьорий, життєрадісний, енергійний директор, чудовий організатор Коротич С. Т. Він обожнював чистоту і порядок у всьому. Кожного ранку сам особисто перевіряв санітарний стан класів і всієї школи, добивався неухильного дотримання чистоти. Неослабний контроль за зовнішнім виглядом школи дав чудові результати: школа сяяла чистотою, затишком, які були створені за допомогою озеленення шкільних коридорів і класів.
З учнями він умів розмовляти спокійно, жартуючи, з посмішкою на вустах. Навіть порушники «Правил для учнів» ніколи не чули його підвищеного голосу. Він завжди був серед нас, учителів, умів своєчасно вказати на недоліки, не принижуючи гідності вчителя, відзначити досягнення. У тяжку хвилину від нього завжди можна було почути слова підтримки. Заслужено користувався авторитетом як серед учнів, так і серед батьків».
Серед директорського корпусу часів Коротича С. Т. були відомі в Україні особистості: Кулішов М. М., Нелень М. Г., Пономарьова Г. М., Ткаченко С. В., Ривкіна Є. С., Рубін Д. Н., Швачко Г. Д., Юдіна І. І. Серед молодих керівників того часу були Нікіфоров І. І., Тур І. О., Шевченко Н. М. та інші.
Справу С. Т. Коротича продовжив з 1980 року Артеменко Віктор Маркіянович (1935—2008). З 1980 по 1990 роки працював завідувачем Кременчуцького міського відділу народної освіти. Нагороджений орденом «Дружби народів», медалями: «Ветеран праці», «А. С. Макаренка» та ін., знаком «Відмінник народної освіти СРСР», грамотами органів управління різних рівнів.
У 1975 році створено два райони у місті Кременчуці: Автозаводський та Крюківський. Разом із ними створені і два одноіменних районних відділи народної освіти.
Вперше Автозаводський районний відділ народної освіти очолив Ляшенко Іван Митрофанович (1932—2001). З 1975 по 1980 роки — завідувач Автозаводського районного відділу народної освіти м. Кременчука.
З 1980 по 1985 роки завідувачем Автозаводського районного відділу народної освіти м. Кременчука працював Гальченко Іван Васильович (1947). З 1980 по 1987 рік — завідувач відділу народної освіти Автозаводського райвиконкому. З 1998 року — депутат Полтавської обласної ради і голова постійної депутатської комісії з питань освіти, культури та спорту, заступник голови Ради директорів Південного регіону України та Ради директорів ВНЗ І—ІІ рівнів акредитації області. Зусиллями Івана Васильовича створено сучасний потужний заклад неперервної освіти молоді, у складі якого: Полтавський обласний ліцей для обдарованих дітей сільської місцевості — Кременчуцьке педагогічне училище ім. А. С. Макаренка — консультпункт Глухівського педагогічного університету — консультаційно — методичний центр Полтавського обласного інституту післядипломної педагогічної освіти ім. М. В. Остроградського. Почесний громадянин Решетилівського району, Заслужений працівник освіти України, кавалер ордену «За заслуги» ІІІ ступеню.
З 1987 по 2000 рік освіту Автозаводського району м. Кременчука очолював Івасишин Ярослав Миколайович (1940—2009). З 25 травня 1987 року по 15 листопада 2000 року — начальник відділу освіти Автозаводського району м. Кременчука. За сумлінну працю нагороджувався відомчими відзнаками, грамотами, знаком «Відмінник осівти УРСР».
З 2000 по 2004 роки освіту Автозаводського району м. Кременчука вперше очолювала жінка — Божко Тетяна Вікторівна (1950). У 2000 році призначена на посаду начальника Автозаводського районного відділу освіти м. Кременчука. Після тривалої перерви за 2 місяці було відновлено роботу оздоровчого табору в с. Дмитрівка, в якому на пільгових умовах відпочивали влітку діти педагогічних працівників. Нагороджена Почесними грамотами місцевого та державного рівнів, знаками: «Відмінник освіти України» та «За активну участь у розвитку освіти на Полтавщині».
Шиян Ольга Миколаївна (1971) очолювала Автозаводський районний відділ освіти з 2004 по 2006 рік. Нагороджена грамотами Міністерства світи і науки України, Почесними грамотами Полтавської обласної ради та Полтавської обласної державної адміністрації, Управління освіти і науки Полтавської обласної державної адміністрації, виконкому Автозаводської районної ради, відділу освіти Автозаводської районної ради, знаком «Відмінник освіти України».
У 2005 році рішенням виконавчого комітету Кременчуцької міської ради було створено міське управління освіти, начальником якого став Довбня Олексій Васильович (1954). До призначення він працював на посаді директора Кременчуцької загальноосвітньої школи І—ІІІ ступенів № 16 Кременчуцької міської ради. при цьому районні відділи освіти продовжили своє існування.
Вперше у 1975 році Крюківський районний відділ народної освіти очолив Хорошун Анатолій (Антон — за паспортом) Трохимович (1929). У 1975 році місто Кременчук було поділене на два райони, Антона Трохимовича призначили завідувачем Крюківського районного відділу народної освіти, працював до 1989 року, до виходу на пенсію. І весь час, працюючи на освітянській ниві, втілював у життя ідеї видатного радянського педагога Антона Семеновича Макаренка.
За час трудової діяльності Антон Трохимович неодноразово нагороджувався Похвальними грамотами Міністерства освіти, вищої школи і наукових установ та обласного відділу народної освіти. Йому було присвоєно звання «Відмінник народної освіти», нагороджено медаллю «За доблестный труд», «Ветеран труда», медаллю «Георгий Константинович Жуков». У 2005 році був зарахований до категорії ветеранів «За особливі заслуги перед Україною». Нагороджений Почесною грамотою державного департаменту з питань виконання покарань. А в 2012 році капітану-лейтенанту у відставці, Хорошуну Антону Трохимовичу, за вагомий особистий внесок у військово-патріотичне виховання молоді на найкращих традиціях Збройних Сил України та з нагоди 25-річчя створення Організації ветеранів України, члену ради Крюківської районної ветеранської організації міста Кременчука наказом Міністра Оборони України присвоєно чергове військове звання «капітан III рангу». Присвоєння цього військового звання є високою оцінкою життєвого шляху учителя — макаренківця, ветерана Великої Вітчизняної війни,
В своїх спогадах про освіту того часу ветеран педагогічної праці Хорошун А. Т. згадує: «Є що сказати і про роботу апарату районного, міського і обласного відділів освіти. В районному відділі апарат був невеликий: завідувач, інспектор, потім ввели інспектора по дошкільному вихованню. Довгий час інспектором шкіл працювала Крамаренко Ніна. Добрим словом слід згадати секретаря-діловода Шуру (Олександру) і Таню Зайнуліну та інспектора по трудовому вихованню Доленко Віру Іллівну.
У 1989 році Крюківський районний відділ освіти очолив Хом’як Володимир Григорович (1942). 18 червня 1989 року наказом № 376-К по Міністерству народної освіти Української РСР Хом'як В. Г. був призначений на посаду завідувача відділу народної освіти виконавчого комітету Крюківської районної Ради народних депутатів м. Кременчука.
Саме на цій посаді Хом'як В. Г. проявив неабиякі організаторські здібності, хист неупередженого керівника, зумів підняти престиж відділу освіти на більш високий щабель.
В 2002 році освіту Крюківського району очолив молодий, але досвідчений керівник, колишній директор школи — Лобода Валерій Сергійович (1961). З 2002 по 2006 рік — начальник Крюківського районного відділу освіти м. Кременчука Полтавської області. З 2006 року — заступник начальника управління освіти м. Кременчука Полтавської області.
У 2006 році районні відділи освіти були реорганізовані шляхом приєднання до міського управління освіти, начальником якого у 2007 році був призначений Москалик Геннадій Федорович (1975).
У 2016 році, у зв'язку з приєднанням закладів профтехосвіти, управління освіти перейменовано у департамент освіти.
Департамент освіти виконавчого комітету Кременчуцької міської ради Полтавської області очолює Москалик Геннадій Федорович, доктор філософських наук.